# 주 소왕

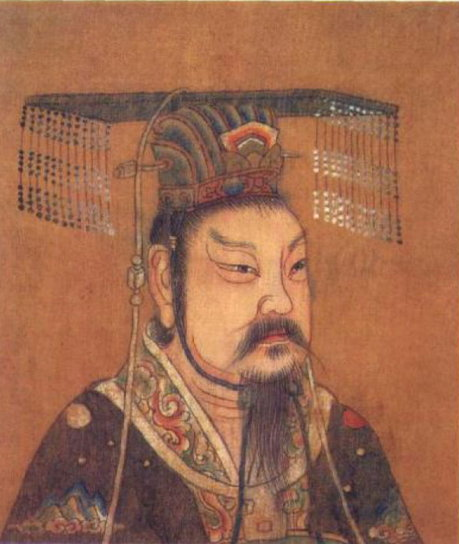

주 소왕(周 昭王)은 주나라의 제4대 왕이다. 성은 희(姬), 이름은 하(瑕)이다. 주 강왕의 아들이다.
| 전 임 아버지 강왕 쇠 | 제4대 주나라의 왕 | 후 임 아들 목왕 만 |